# 叱って!ブロンド先生
『叱って!ブロンド先生』（しかってブロンドせんせい）は、TBS系列で放送されていたバラエティ特別番組。

## 概要
ゲストがさまざまなシチュエーションで英語を使うロケを行う。指令を与えられその指令を実現するロケもあれば、なかにはゲストに内緒で隠しカメラで撮影したものもある。
番組では、そのロケ映像をスタジオで、ゲストとブロンド先生で見て、ゲストの英語力をブロンド先生に評価してもらう。
ブロンド先生役は、マリエや三船美佳などの英語が話せる女性タレントで、金髪のかつらをかぶっている。
徐々に人気を博したものの、3回目がゴールデンとしての視聴率7.8%と思わしくなかったためか、3回目以降放送されていない。

## 放送
- 2006年12月31日 0時20分「叱ってブロンド先生～英会話ダメ出しバラエティ～」
- 2007年4月7日 0時40分「叱って!ブロンド先生」
- 2007年6月29日22時「叱って!ブロンド先生～噂の英会話バラエティ～」

## 出演

### 司会
- 国分太一（TOKIO）

### ブロンド先生
- マリエ
- リサ・ステッグマイヤー
- 関根麻里
- 三船美佳
- 竹内香苗（TBSアナウンサー）
- ジャニカ・サウスウィック[1]

ほか

### ゲスト
- 相葉雅紀（嵐）
- イジリー岡田
- 竹山隆範
- 出川哲朗
- 村上信五（関ジャニ∞）
- 二宮和也（嵐）
- えなりかずき

ほか

## スタッフ
2007年6月29日放送
- ナレーター：向井政生（TBSアナウンサー）
- 構成：そーたに、安部裕之／酒井健作
- TM：箸 透（TBSテレビ）
- TD：荒木健一（TBSテレビ）
- カメラ：井原公二
- VE：姫野雅美
- AUD：中村昌昭
- 照明：柳内啓司（TBSテレビ）
- 美術：三須明子（TBSテレビ）
- 美術制作：清水久
- 装置：高野勝之
- 操作：小杉正裕
- 電飾：田谷尚教
- メカシステム：庄子泰広
- 装飾：森田琴衣
- 衣装：軽石真央
- 持道具：貞中照美
- メイク：アートメイク・トキ
- ロケ技術：小林重徳
- CGデザイン：吉岡賢壱
- 編集：藤田信
- MA：宮澤篤央
- 音効：岡戸久幸
- TK：野村佳乃子
- 宣伝：武方直己
- 技術協力：八峯テレビ、オムニバス・ジャパン
- 協力：ジャニーズ事務所
- デスク：渡辺香織（TBSテレビ）
- 翻訳：Kimberly Lumanlan
- AP：大内登（ケイマックス）
- AD：大橋友寛
- ディレクター：長尾真（ケイマックス）、曵地伊智朗、千葉博史
- 演出：土井聡司（ドリームストーリー）
- プロデューサー：渡辺信也（TBS）、工藤浩之（ケイマックス）
- チーフプロデューサー：戸高正啓（TBSテレビ）
- 制作協力：K-max、ドリーム・ストーリー
- 制作：TBSテレビ
- 製作著作：TBS